# Мохани, Хасрат
Хасрат Мохани (хинди हसरत मोहानी, урду حسرت موہانی‎, Maulana Hasrat Mohani; 1 января 1875, Мохан, Северо-Западные провинции, Британская Индия — 13 мая 1951, Лакхнау, Индия) — индийский поэт, политик, активный борец за независимость Индии, известный деятель Индийского национального конгресса.

## Биография

### Образование
Учился в Алигархском мусульманском университете

### Политическая деятельность
В декабре 1921 г. в ходе сессии Конгресса в Ахмадабаде Маулана Хасрат Мохани, в то время избранный президентом Мусульманской лиги, предложил определить сварадж как требование «полной независимости».
Был одним из основателей Коммунистической партии Индии в Канпуре в 1925 году. Был противником разделения Индии и предлагал взамен реорганизовать её по конфедеративному образцу.

### Литературная деятельность
Автор популярной газели «Chupke Chupke Raat Din». Стихотворение прославилось после того, как было исполнено певцом Гулам Али в фильме «Nikaah» (1982).
- «Kulliyat-e-Hasrat Mohani» (Коллекция поэзии Хасрата Мохони)
- «Sharh-e-Kalam-e-Ghalib» (Объяснение поэзии Гэлиба)
- «Nukaat-e-Sukhan» (Важные аспекты поэзии)
- «Mushahidaat-e-Zindaan» (Наблюдения в тюрьме)

## Память
В 1989 г. Пакистан и в 2014 г. Индия выпустили почтовые марки посвященные Хасрату Мохани.